# Krasobruslení na Zimních olympijských hrách 2014 – jednotlivkyně
Soutěž žen v krasobruslení na Zimních olympijských hrách 2014 se konala v sočské hale Ajsberg. Krátký program proběhl 19. února a volné jízdy následovaly 20. února 2014. Soutěže se zúčastnilo 30 krasobruslařek z 20 národních výprav.
Obhájkyní olympijského zlata byla Korejka Kim Ju-na, která po krátkém programu vedla. Bodové hodnocení z volné jízdy však v konečném součtu znamenalo druhou příčku. Vyšší bodový zisk pro ruskou reprezentantku Adelinu Sotnikovovou vyvolal mediální kritiku rozhodčích a stal se jednou z olympijských kontroverzí.
Adelina Sotnikovová vybojovala zlatou medailí své premiérové vítězství na velkém seniorském závodu. Stříbro si odvezla Korejka Kim Ju-na a bronzový kov si připsala Italka Carolina Kostnerová, pro niž medaile představovala první olympijské umístění na stupních vítězů.

## Rekordy ISU
| část                        | krasobruslařka                    | body            | datum           | závod           | zdroj           |
| Světové rekordy             | Světové rekordy                   | Světové rekordy | Světové rekordy | Světové rekordy | Světové rekordy |
| --------------------------- | --------------------------------- | --------------- | --------------- | --------------- | --------------- |
| Krátky program              | Kim Ju-na · Jižní Korea (KOR)     | 78,50           | 23. února 2010  | ZOH 2010        | [ 4 ]           |
| Volná jízda                 | Kim Ju-na · Jižní Korea (KOR)     | 150,06          | 25. února 2010  | ZOH 2010        | [ 5 ]           |
| Celkové hodnocení           | Kim Ju-na · Jižní Korea (KOR)     | 228,56          | 25. února 2010  | ZOH 2010        | [ 6 ]           |
| Nejlepší výkony na ZOH 2014 |                                   |                 |                 |                 |                 |
| Krátky program              | Kim Ju-na · Jižní Korea (KOR)     | 74,92           | 19. února 2014  | ZOH 2014        | [ 7 ]           |
| Volná jízda                 | Adelina Sotnikovová · Rusko (RUS) | 149,95          | 20. února 2014  | ZOH 2014        | [ 8 ]           |
| Celkové hodnocení           | Adelina Sotnikovová · Rusko (RUS) | 224,59          | 20. února 2014  | ZOH 2014        | [ 9 ]           |

## Program
| datum                        | čas       | fáze           |
| ---------------------------- | --------- | -------------- |
| 19. února                    | 19.00 hod | krátký program |
| 20. února                    | 19.00 hod | volné jízdy    |
| Čas je uveden v pásmu UTC+4. |           |                |

## Kontroverze
Po skončení volných jízd vyvstaly otázky, zdali si Adelina Sotnikovová zasloužila vyšší bodové hodnocení, než jaká po svých jízdách obdržely Kim Ju-na a Carolina Kostnerová. Diskutovanými tématy se staly bodovací systém, anonymní hodnocení i rozhodčí.

### Stanovisko ISU

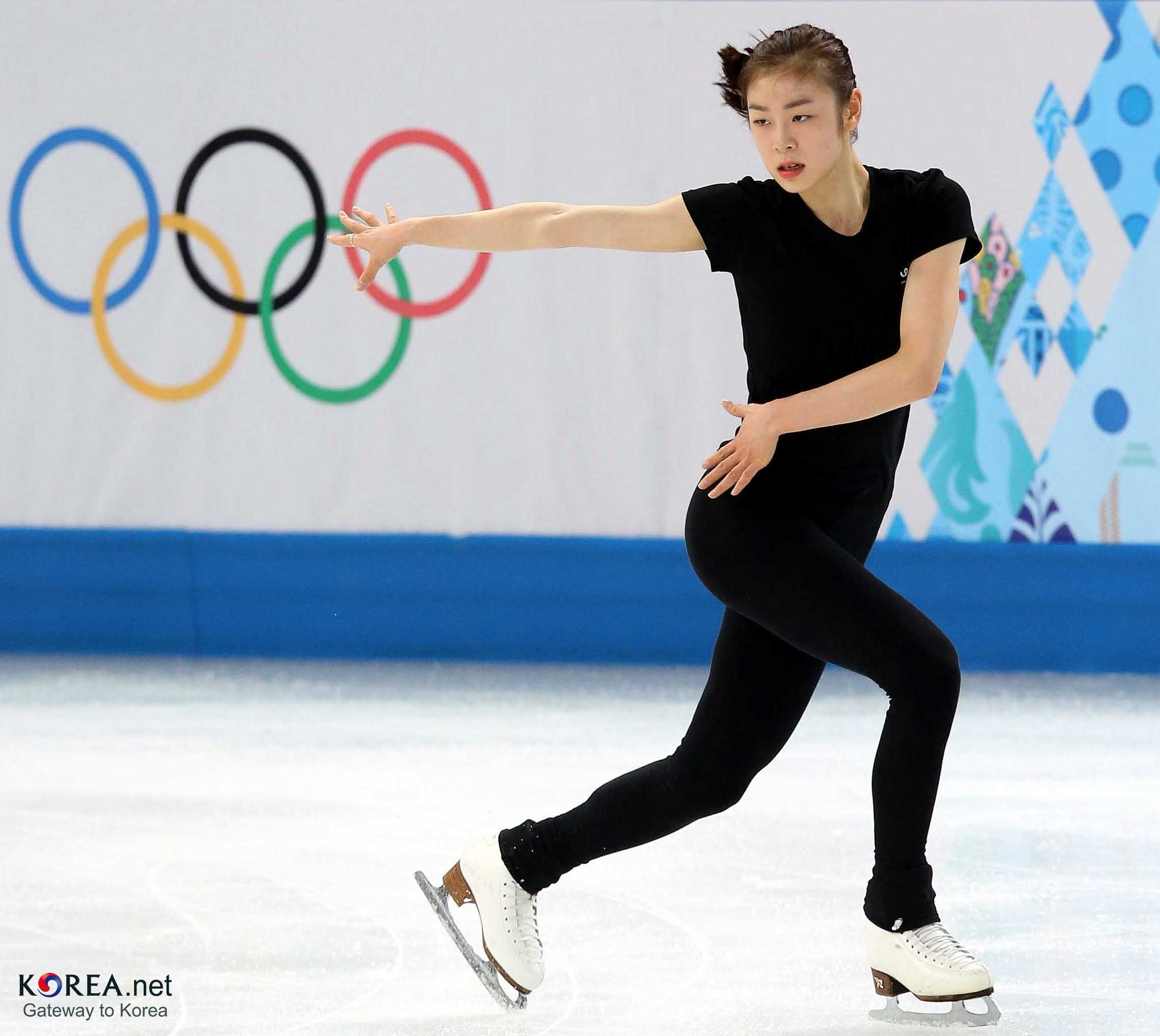
Korejka Kim Ju-na během tréninku

Mezinárodní bruslařská unie (ISU) vydala den po skončení závodu, 21. února 2014, prohlášení, v němž vyslovila důvěru „ve vysokou kvalitu a integritu bodovacího systému“. Dále uvedla, že „rozhodčí byli vybráni náhodným losem z osudí 13 potenciálních porotců“, a všech devět v panelu pro volnou jízdu pocházelo z devíti různých zemí. Všechna pravidla byla během závodu dodržena. Současně nedošlo ke vznesení žádného oficiálního protestu, včetně námitek vůči bodové klasifikaci.
Měsíc po soutěži, 21. března 2014, naznačovaly mediální zprávy, že měl Korejský olympijský výbor v úmyslu podat oficiální stížnost k Mezinárodní bruslařské unii ve věci porušení etického chování (článek 24 předpisu ISU). Zdůvodnění vycházelo ze složení panelu rozhodčích, v němž také zasedli Ruska Alla Šechovcevová a Ukrajinec Jurij Balkov. Soulský deník Korea JoongAng Daily vydal 24. března zprávu, že ačkoli Korejský olympijský výbor podal oficiální stížnost k ISU ohledně složení sboru rozhodčích, vyjádřil ústy mluvčího výboru také přesvědčení, že daný podnět nepovede ke změně bodového hodnocení Kim Ju-na a přehodnocení výsledného pořadí. Stížnost mimo jiné „požadovala důkladné vyšetření ze strany ISU a naléhala na reformu“.

### Reakce ve prospěch výsledku

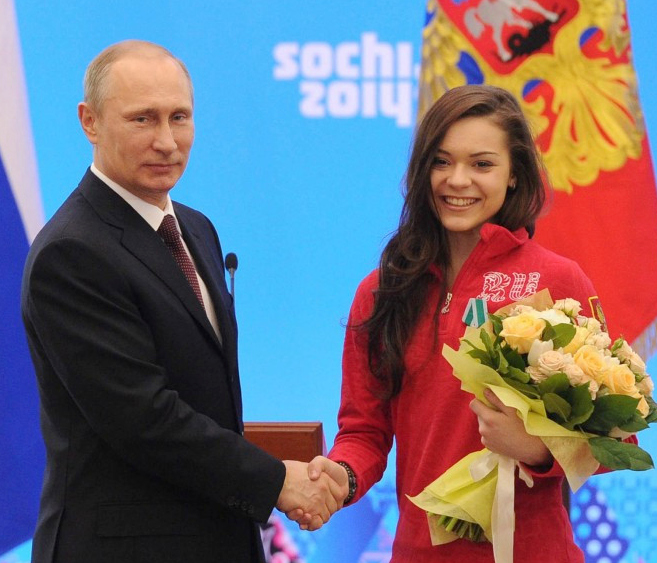
Vladimir Putin blahopřeje Adelině Sotnikovové k zisku zlaté medaile

Deník The New York Times publikoval 20. února 2014 technický rozbor soutěžních jízd nazvaný „How Sotnikova Beat Kim“ (Jak Sotnikovová porazila Kimovou), v němž rozklíčoval každý získaný bod a provedl srovnání skoků těchto dvou závodnic. Současně vydal článek, kde vyhodnotil „vyšší bodové ohodnocení Sotnikovové jako výsledek technicky náročnějšího programu. Kimová se například nepokusila o kombinaci trojitého Rittbergera nebo dvojitého axela s trojitým toeloopem, kterou Sotnikovová zvládla“.
Dvojnásobná olympijská medailistka a pětinásobná mistryně světa Michelle Kwanová sdělila: „Ohledně bodování, vyhrála nepochybně Adelina.“ Trojnásobný mistr světa a dvojnásobný olympijský medailista Elvis Stojko reagoval slovy: „Všechno v pořádku. Adelina byla připravená. Kimová neměla dostatek technického náboje.“ Také americká olympijská vítězka Tara Lipinská s bronzovým olympijským medailistou Johnym Weirem se souhlasně vyjádřili k rozhodnutí poroty u jízdy Sotnikovové. Další olympijský šampión Scott Hamilton uvedl, že zatímco styl Rusky není tak esteticky atraktivní jako u Jihokorejky, její sportovní pojetí „je vším, co rozhodčí očekávají“.
Ruský krasobruslařský kouč Alexej Mišin, jenž měl dlouholeté neshody s choreografkou nové olympijské šampiónky Taťjanou Tarasovovou, prohlásil: „Mohu říct jednu věc: vítězství Adeliny Sotnikovové je zcela přirozené a objektivní.“

### Reakce v neprospěch výsledku
Deník USA Today uvedl, že „geografické složení rozhodcovského panelu bylo zřetelně nakloněno směrem k… Sotnikovové.“ Sbor pro volnou jízdu zahrnoval dva ruské členy technického panelu (z toho ale jednoho v pomocné úloze operátora videozáznamu), ruskou rozhodčí a ukrajinského rozhodčího.

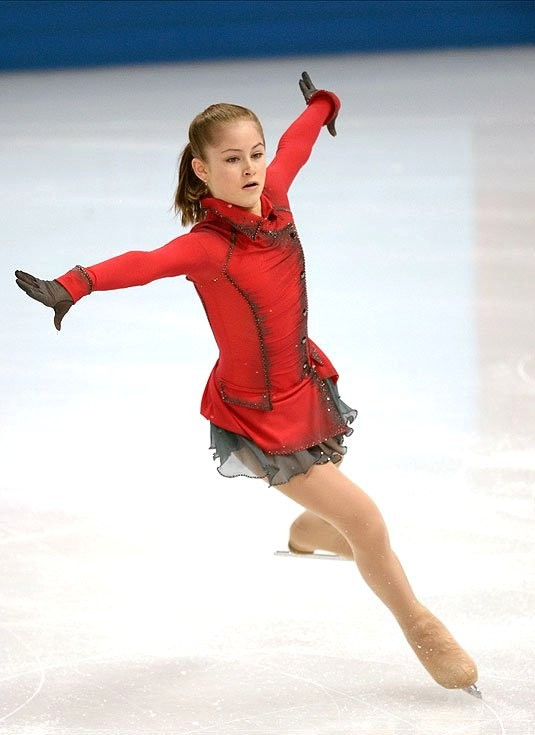
Ruska Julia Lipnická obsadila konečné 5. místo

Novináři zpochybnili jmenování ruské rozhodčí Ally Šechovcovové, manželky bývalého prezidenta a úřadujícího generálního ředitele Ruského krasobruslařského svazu Valentina Pisejeva, stejně jako nominaci ukrajinského rozhodčího Jurije Balkova, jenž měl v minulosti roční zákaz výkonu, když byl na zvukové nahrávce přistižen ze snahy nekale ovlivnit krasobruslařskou soutěž na Zimních olympijských hrách 1998 v Naganu. Mimoto byla Šechovcevová přímo po soutěži vyfotografována, jak se v hale objímá se Sotnikovovou, což zesílilo podezření z podjatosti. Detailní rozbor výsledkové listiny ukázal, že jeden z rozhodčích udělil, až na jednu výjimku, provedení všech prvků Sotnikovové hodnocení +3.
Část novinářů a odborníků označila bodový zisk nové olympijské šampiónky za nadhodnocený. Dvojnásobný olympijský vítěz a analytik Dick Button to komentoval slovy: „Sotnikovová byla energická, silná a chvályhodná, nikoli však komplexní bruslařka.“ Ruska také neměla čistý výjezd posledního rittbergera v kombinaci trojitý flip–dvojitý toeloop–dvojitý rittberger. Naopak Carolina Kostnerová odskákala stejný počet sedmi trojitých skoků bez velké chyby, a přesto obdržela nižší známku za technické provedení než tato soupeřka. Sotnikovová byla rovněž lépe oceněna za programové komponenty, i když někteří považovali vyznění jízdy Kostnerové za umělečtější a choreograficky propracovanější. Rozhodčí Sonia Bianchettiová Garbatová se zkušeností ze sedmi olympijských her napsala: „Žádné spravedlivé hodnocení … by nemohlo Adelině přiřknout vyšší známku v choreografii, provedení a procítění hudby.“
Média napsala, že i dvojnásobná olympijská vítězka Katarina Wittová byla konečným pořadím ohromena. Na Twitteru měla napsat: „Jsem tím šokována, výsledku nerozumím, královnou je Kim,“ brzy se ale na Twitteru vyjádřila, že po světě se šíří tweet, který není její a nevyjadřuje její názor. Později nicméně dodala, že se o výsledku musí diskutovat. Americký národní šampión z roku 2011 Ryan Bradley se na adresu ruské krasobruslařky tázal: „Opravdu budeme přehlížet, že zpackala dopady tří skoků, a předstírat, že byla dokonalá?“
V reakci na závod vznikla petice žádající vyšetření kontroverzního bodování, kterou podle časopisu Reflex mělo do pátku 21. února podepsat okolo 1,5 miliónu osob.

## Výsledky
| Legenda | Legenda                          | Legenda | Legenda                |
| ------- | -------------------------------- | ------- | ---------------------- |
| TSS     | Celkové body dané části programu | TES     | Technické prvky        |
| PCS     | Programové komponenty            | SS      | Bruslařské dovednosti  |
| MO      | Kroková práce / Pohyb            | TI      | Timing                 |
| TR      | Spojovací prvky                  | PE      | Předvedení / Provedení |
| CH      | Choreografie                     | IN      | Interpretace           |
| Ded     | Srážky                           | StN     | Startovní číslo        |

### Krátký program
Krátký program se uskutečnil 19. února 2014.
| Pořadí                       | Jméno                   | Stát                   | TSS   | TES   | PCS   | SS   | TR   | PE   | CH   | IN   | Ded   | StN |
| ---------------------------- | ----------------------- | ---------------------- | ----- | ----- | ----- | ---- | ---- | ---- | ---- | ---- | ----- | --- |
| 1.                           | Kim Ju-na               | Jižní Korea            | 74.92 | 39.03 | 35.89 | 9.04 | 8.61 | 9.11 | 8.89 | 9.21 | 0.00  | 17  |
| 2.                           | Adelina Sotnikovová     | Rusko                  | 74.64 | 39.09 | 35.55 | 8.82 | 8.57 | 9.11 | 8.89 | 9.04 | 0.00  | 29  |
| 3.                           | Carolina Kostnerová     | Itálie                 | 74.12 | 37.49 | 36.63 | 9.00 | 8.79 | 9.36 | 9.25 | 9.39 | 0.00  | 26  |
| 4.                           | Gracie Goldová          | Spojené státy americké | 68.63 | 36.55 | 32.08 | 8.04 | 7.71 | 8.14 | 8.04 | 8.18 | 0.00  | 22  |
| 5.                           | Julia Lipnická          | Rusko                  | 65.23 | 33.15 | 33.08 | 8.43 | 8.07 | 8.14 | 8.43 | 8.29 | –1.00 | 25  |
| 6.                           | Ashley Wagnerová        | Spojené státy americké | 65.21 | 31.43 | 33.78 | 8.39 | 8.11 | 8.61 | 8.50 | 8.61 | 0.00  | 27  |
| 7.                           | Polina Edmundsová       | Spojené státy americké | 61.04 | 32.98 | 28.06 | 7.11 | 6.71 | 7.21 | 6.93 | 7.11 | 0.00  | 12  |
| 8.                           | Akiko Suzukiová         | Japonsko               | 60.97 | 28.71 | 32.26 | 8.18 | 7.79 | 8.00 | 8.11 | 8.25 | 0.00  | 24  |
| 9.                           | Maé Bérénice Méitéová   | Francie                | 58.63 | 30.83 | 27.80 | 7.07 | 6.64 | 7.04 | 6.93 | 7.07 | 0.00  | 28  |
| 10.                          | Nathalie Weinzierovál   | Německo                | 57.63 | 31.94 | 25.69 | 6.50 | 6.14 | 6.57 | 6.36 | 6.54 | 0.00  | 18  |
| 11.                          | Li Zijun                | Čína                   | 57.55 | 30.01 | 27.54 | 7.07 | 6.57 | 6.96 | 6.89 | 6.93 | 0.00  | 23  |
| 12.                          | Valentina Marcheiová    | Itálie                 | 57.02 | 27.52 | 29.50 | 7.32 | 7.04 | 7.54 | 7.36 | 7.61 | 0.00  | 21  |
| 13.                          | Kaetlyn Osmondová       | Kanada                 | 56.18 | 27.51 | 28.67 | 7.18 | 6.96 | 7.18 | 7.14 | 7.39 | 0.00  | 8   |
| 14.                          | Zhang Kexin             | Čína                   | 55.80 | 32.68 | 23.12 | 6.11 | 5.61 | 5.79 | 5.75 | 5.64 | 0.00  | 7   |
| 15.                          | Kanako Murakamiová      | Japonsko               | 55.60 | 26.72 | 28.88 | 7.39 | 6.93 | 7.25 | 7.21 | 7.32 | 0.00  | 20  |
| 16.                          | Mao Asadaová            | Japonsko               | 55.51 | 22.63 | 33.88 | 8.57 | 8.29 | 8.14 | 8.64 | 8.71 | –1.00 | 30  |
| 17.                          | Jelena Gedevanišviliová | Gruzie                 | 54.70 | 27.51 | 27.19 | 6.89 | 6.50 | 6.89 | 6.71 | 7.00 | 0.00  | 16  |
| 18.                          | Kim Haejin              | Jižní Korea            | 54.37 | 29.23 | 25.14 | 6.54 | 5.89 | 6.39 | 6.11 | 6.50 | 0.00  | 11  |
| 19.                          | Gabrielle Dalemanová    | Kanada                 | 52.61 | 28.07 | 24.54 | 6.32 | 5.93 | 6.11 | 6.14 | 6.18 | 0.00  | 3   |
| 20.                          | Elizaveta Ukolova       | Česko                  | 51.87 | 29.72 | 22.15 | 5.64 | 5.32 | 5.61 | 5.61 | 5.50 | 0.00  | 14  |
| 21.                          | Nicole Rajičová         | Slovensko              | 49.80 | 26.63 | 23.17 | 5.89 | 5.50 | 5.93 | 5.79 | 5.86 | 0.00  | 13  |
| 22.                          | Brooklee Hanová         | Austrálie              | 49.32 | 26.37 | 22.95 | 5.82 | 5.54 | 5.86 | 5.68 | 5.79 | 0.00  | 9   |
| 23.                          | Park So-Youn            | Jižní Korea            | 49.14 | 25.35 | 23.79 | 6.14 | 5.68 | 6.00 | 5.89 | 6.04 | 0.00  | 2   |
| 24.                          | Anne Line Gjersemová    | Norsko                 | 48.56 | 26.13 | 22.43 | 5.68 | 5.36 | 5.71 | 5.50 | 5.79 | 0.00  | 15  |
| nepostoupily do volných jízd |                         |                        |       |       |       |      |      |      |      |      |       |     |
| 25.                          | Jenna McCorkellová      | Velká Británie         | 48.34 | 25.34 | 23.00 | 5.89 | 5.36 | 6.04 | 5.71 | 5.75 | 0.00  | 5   |
| 26.                          | Kerstin Franková        | Rakousko               | 48.00 | 26.64 | 21.36 | 5.61 | 5.14 | 5.39 | 5.39 | 5.18 | 0.00  | 6   |
| 27.                          | Viktoria Helgessonová   | Švédsko                | 47.84 | 21.83 | 27.01 | 7.11 | 6.57 | 6.50 | 6.82 | 6.75 | –1.00 | 19  |
| 28.                          | Natalia Popovová        | Ukrajina               | 47.42 | 24.30 | 23.12 | 6.00 | 5.54 | 5.82 | 5.82 | 5.71 | 0.00  | 4   |
| 29.                          | Jelena Glebovová        | Estonsko               | 46.19 | 22.59 | 23.60 | 6.11 | 5.75 | 5.89 | 5.89 | 5.86 | 0.00  | 1   |
| 30.                          | Isadora Williamsová     | Brazílie               | 40.37 | 18.93 | 21.44 | 5.39 | 5.14 | 5.39 | 5.39 | 5.50 | 0.00  | 10  |

### Volné jízdy
Volné jízdy se konaly 20. února 2014.
| Pořadí | Jméno                   | Stát                   | TSS    | TES   | PCS   | SS   | TR   | PE   | CH   | IN   | Ded   | StN |
| --- | ----------------------- | ---------------------- | ------ | ----- | ----- | ---- | ---- | ---- | ---- | ---- | ----- | --- |
| 1. | Adelina Sotnikovová     | Rusko                  | 149.95 | 75.54 | 74.41 | 9.18 | 8.96 | 9.43 | 9.50 | 9.43 | 0.00  | 21  |
| 2. | Kim Ju-na               | Jižní Korea            | 144.19 | 69.69 | 74.50 | 9.21 | 8.96 | 9.43 | 9.39 | 9.57 | 0.00  | 24  |
| 3. | Mao Asadaová            | Japonsko               | 142.71 | 73.03 | 69.68 | 8.75 | 8.36 | 8.79 | 8.79 | 8.86 | 0.00  | 12  |
| 4. | Carolina Kostnerová     | Itálie                 | 142.61 | 68.84 | 73.77 | 9.14 | 8.71 | 9.43 | 9.21 | 9.61 | 0.00  | 20  |
| 5. | Gracie Goldová          | Spojené státy americké | 136.90 | 69.57 | 68.33 | 8.57 | 8.25 | 8.61 | 8.64 | 8.64 | –1.00 | 22  |
| 6. | Julia Lipnická          | Rusko                  | 135.34 | 66.28 | 70.06 | 8.68 | 8.46 | 8.68 | 9.00 | 8.96 | –1.00 | 19  |
| 7. | Ashley Wagnerová        | Spojené státy americké | 127.99 | 61.07 | 66.92 | 8.46 | 8.07 | 8.50 | 8.36 | 8.43 | 0.00  | 23  |
| 8. | Akiko Suzukiová         | Japonsko               | 125.35 | 60.57 | 65.78 | 8.36 | 7.82 | 8.21 | 8.29 | 8.43 | –1.00 | 15  |
| 9. | Polina Edmundsová       | Spojené státy americké | 122.21 | 63.02 | 60.19 | 7.54 | 7.29 | 7.57 | 7.61 | 7.61 | –1.00 | 17  |
| 10. | Valentina Marcheiová    | Itálie                 | 116.31 | 55.56 | 60.75 | 7.46 | 7.18 | 7.75 | 7.71 | 7.86 | 0.00  | 16  |
| 11. | Maé-Bérénice Méitéová   | Francie                | 115.90 | 60.86 | 56.04 | 7.11 | 6.57 | 7.14 | 7.07 | 7.14 | –1.00 | 14  |
| 12. | Kanako Murakamiová      | Japonsko               | 115.38 | 56.96 | 58.42 | 7.54 | 6.93 | 7.36 | 7.32 | 7.36 | 0.00  | 10  |
| 13. | Kaetlyn Osmondová       | Kanada                 | 112.80 | 55.97 | 57.83 | 7.25 | 6.96 | 7.32 | 7.25 | 7.36 | –1.00 | 7   |
| 14. | Li Zijun                | Čína                   | 110.75 | 55.79 | 54.96 | 7.04 | 6.57 | 6.82 | 6.96 | 6.96 | 0.00  | 13  |
| 15. | Zhang Kexin             | Čína                   | 98.41  | 49.84 | 48.57 | 6.43 | 5.71 | 6.11 | 6.14 | 5.96 | 0.00  | 11  |
| 16. | Gabrielle Dalemanová    | Kanada                 | 95.83  | 48.40 | 47.43 | 6.11 | 5.75 | 5.82 | 6.00 | 5.96 | 0.00  | 3   |
| 17. | Kim Haejin              | Jižní Korea            | 95.11  | 45.25 | 50.86 | 6.61 | 6.07 | 6.29 | 6.50 | 6.32 | –1.00 | 9   |
| 18. | Brooklee Hanová         | Austrálie              | 94.52  | 48.71 | 46.81 | 6.00 | 5.43 | 5.96 | 5.86 | 6.00 | –1.00 | 2   |
| 19. | Park So-Youn            | Jižní Korea            | 93.83  | 48.72 | 46.11 | 6.04 | 5.50 | 5.82 | 5.75 | 5.71 | –1.00 | 1   |
| 20. | Jelena Gedevanišviliová | Gruzie                 | 92.45  | 39.85 | 53.60 | 6.93 | 6.32 | 6.75 | 6.75 | 6.75 | –1.00 | 8   |
| 21. | Nathalie Weinzierlová   | Německo                | 89.73  | 38.47 | 52.26 | 6.71 | 6.39 | 6.46 | 6.64 | 6.46 | –1.00 | 18  |
| 22. | Anne Line Gjersemová    | Norsko                 | 85.98  | 41.24 | 44.74 | 5.64 | 5.32 | 5.61 | 5.71 | 5.68 | 0.00  | 5   |
| 23. | Elizaveta Ukolova       | Česko                  | 84.55  | 42.94 | 43.61 | 5.61 | 5.29 | 5.29 | 5.68 | 5.39 | –2.00 | 4   |
| 24. | Nicole Rajičová         | Slovensko              | 75.20  | 30.39 | 45.81 | 5.82 | 5.54 | 5.50 | 5.89 | 5.89 | –1.00 | 6   |
| Závodnice nastupovaly v šestičlenných skupinách. Po odjetí prvních dvou skupin následovala úprava ledové plochy. |                         |                        |        |       |       |      |      |      |      |      |       |     |

### Celkové pořadí

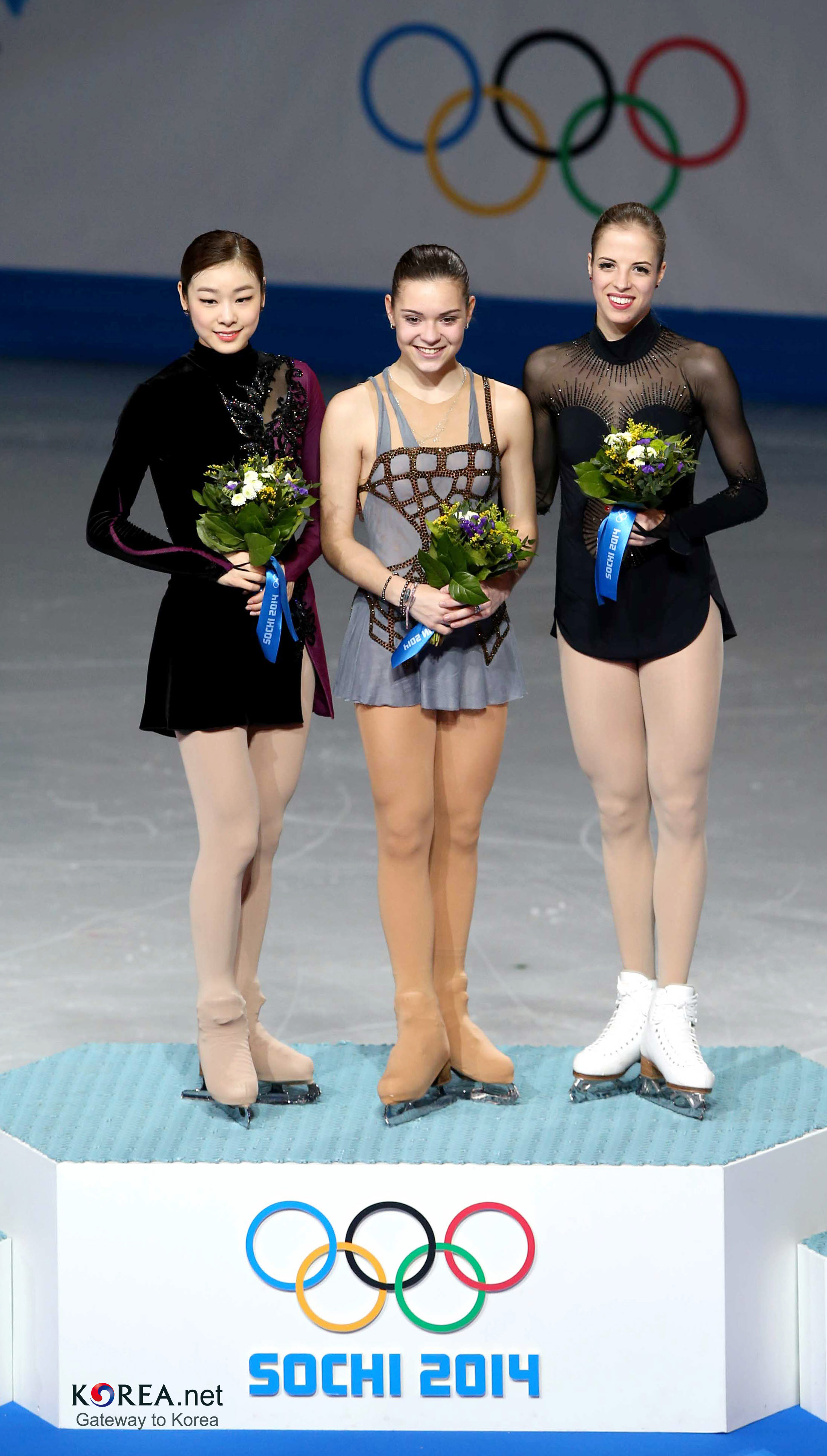
Kim Ju-na • A. Sotnikovová • C. Kostnerová
květinový ceremoniál

Celkové pořadí soutěže žen.
| Pořadí                       | Jméno                  | Stát                   | CB     | KP | KP    | VJ | VJ     |
| ---------------------------- | ---------------------- | ---------------------- | ------ | -- | ----- | -- | ------ |
| 1.                           | Adelina Sotnikovová    | Rusko                  | 224.59 | 2  | 74.64 | 1  | 149.95 |
| 2.                           | Kim Ju-na              | Jižní Korea            | 219.11 | 1  | 74.92 | 2  | 144.19 |
| 3.                           | Carolina Kostnerová    | Itálie                 | 216.73 | 3  | 74.12 | 4  | 142.61 |
| 4.                           | Gracie Goldová         | Spojené státy americké | 205.53 | 4  | 68.63 | 5  | 136.90 |
| 5.                           | Julia Lipnická         | Rusko                  | 200.57 | 5  | 65.34 | 6  | 135.34 |
| 6                            | Mao Asadaová           | Japonsko               | 198.22 | 16 | 55.51 | 3  | 142.71 |
| 7.                           | Ashley Wagnerová       | Spojené státy americké | 193.20 | 6  | 65.21 | 7  | 127.99 |
| 8.                           | Akiko Suzukiová        | Japonsko               | 186.32 | 8  | 60.97 | 8  | 125.35 |
| 9.                           | Polina Edmundsová      | Spojené státy americké | 183.25 | 7  | 61.04 | 9  | 122.21 |
| 10.                          | Maé-Bérénice Méitéová  | Francie                | 174.53 | 9  | 58.63 | 11 | 115.90 |
| 11.                          | Valentina Marcheiová   | Itálie                 | 173.33 | 12 | 57.02 | 10 | 116.31 |
| 12.                          | Kanako Murakamiová     | Japonsko               | 170.98 | 15 | 55.60 | 12 | 115.38 |
| 13.                          | Kaetlyn Osmondová      | Kanada                 | 168.98 | 13 | 56.18 | 13 | 112.80 |
| 14.                          | Li Zijun               | Čína                   | 168.30 | 11 | 57.55 | 14 | 110.75 |
| 15.                          | Zhang Kexin            | Čína                   | 154.21 | 14 | 55.80 | 15 | 98.41  |
| 16.                          | Kim Haejin             | Jižní Korea            | 149.48 | 18 | 54.37 | 17 | 95.11  |
| 17.                          | Gabrielle Dalemanová   | Kanada                 | 148.44 | 19 | 52.61 | 16 | 95.83  |
| 18.                          | Nathalie Weinzierlová  | Německo                | 147.36 | 10 | 57.63 | 21 | 89.73  |
| 19.                          | Elene Gedevanišviliová | Gruzie                 | 147.15 | 17 | 54.70 | 20 | 92.45  |
| 20.                          | Brooklee Han           | Austrálie              | 143.84 | 22 | 49.32 | 18 | 94.52  |
| 21.                          | Park So-youn           | Jižní Korea            | 142.97 | 23 | 49.14 | 19 | 93.83  |
| 22.                          | Elizaveta Ukolova      | Česko                  | 136.42 | 20 | 51.87 | 23 | 84.55  |
| 23.                          | Anne Line Gjersemová   | Norsko                 | 134.54 | 24 | 48.56 | 22 | 85.98  |
| 24.                          | Nicole Rajičová        | Slovensko              | 125.00 | 21 | 49.80 | 24 | 75.20  |
| nepostoupily do volných jízd |                        |                        |        |    |       |    |        |
| 25.                          | Jenna McCorkellová     | Velká Británie         | 48.34  | 25 | 48.34 |    |        |
| 26.                          | Kerstin Franková       | Rakousko               | 48.00  | 26 | 48.00 |    |        |
| 27.                          | Viktoria Helgessonová  | Švédsko                | 47.84  | 27 | 47.84 |    |        |
| 28.                          | Natalia Popovová       | Ukrajina               | 47.42  | 28 | 47.42 |    |        |
| 29.                          | Jelena Glebovová       | Estonsko               | 46.19  | 29 | 46.19 |    |        |
| 30.                          | Isadora Williamsová    | Brazílie               | 40.37  | 30 | 40.37 |    |        |

## Sbor činovníků

### Sbor rozhodčích
Krátký program
Rozhodčí.
| 1. rozhodčí: Robert Rosenbluth 2. rozhodčí: Karen Howardová 3. rozhodčí: Franco Benini | 4. rozhodčí: Birgit Föllová 5. rozhodčí: Diana Stevensová 6. rozhodčí: Nobuhiko Jošioka | 7. rozhodčí: Katarina Henrikssonová 8. rozhodčí: Adriana Domanská 9. rozhodčí: Koh Sung-Hee |

Volné jízdy
Rozhodčí.
| 1. rozhodčí: Birgit Föllová 2. rozhodčí: Jurij Balkov 3. rozhodčí: Franco Benini | 4. rozhodčí: Zanna Kuliková 5. rozhodčí: Nobuhiko Jošioka 6. rozhodčí: Alla Šechovcovová | 7. rozhodčí: Hélène Cucuphatová 8. rozhodčí: Karen Howard 9. rozhodčí: Adriana Domanská |

### Technický panel
- Technický kontrolor:  Alexandr Lakernik
- Technická specialistka:  Vanessa Gusmeroliová
- Asistentka technické specialistky:  Olga Baranovová
- Vrchní rozhodčí:  Diana Barbacciová Levyová
- Datový operátor:  David Santee
- Operátor videozáznamu:  Alexandr Kuzněcov